# Llista d'asteroides/118501–118600
| Nom               | Designació provisional | Data de descobriment | Lloc de descobriment | Descobridor/s |
| ----------------- | ---------------------- | -------------------- | -------------------- | ------------- |
| 118501 -          | 2000 DO67              | 29 de febrer, 2000   | Socorro              | LINEAR        |
| 118502 -          | 2000 DV70              | 29 de febrer, 2000   | Socorro              | LINEAR        |
| 118503 -          | 2000 DA71              | 29 de febrer, 2000   | Socorro              | LINEAR        |
| 118504 -          | 2000 DS72              | 29 de febrer, 2000   | Socorro              | LINEAR        |
| 118505 -          | 2000 DL76              | 29 de febrer, 2000   | Socorro              | LINEAR        |
| 118506 -          | 2000 DX80              | 28 de febrer, 2000   | Socorro              | LINEAR        |
| 118507 -          | 2000 DV81              | 28 de febrer, 2000   | Socorro              | LINEAR        |
| 118508 -          | 2000 DW81              | 28 de febrer, 2000   | Socorro              | LINEAR        |
| 118509 -          | 2000 DA85              | 29 de febrer, 2000   | Socorro              | LINEAR        |
| 118510 -          | 2000 DC90              | 27 de febrer, 2000   | Kitt Peak            | Spacewatch    |
| 118511 -          | 2000 DR93              | 28 de febrer, 2000   | Socorro              | LINEAR        |
| 118512 -          | 2000 DR94              | 28 de febrer, 2000   | Socorro              | LINEAR        |
| 118513 -          | 2000 DD97              | 29 de febrer, 2000   | Socorro              | LINEAR        |
| 118514 -          | 2000 DJ104             | 29 de febrer, 2000   | Socorro              | LINEAR        |
| 118515 -          | 2000 DF105             | 29 de febrer, 2000   | Socorro              | LINEAR        |
| 118516 -          | 2000 DP105             | 29 de febrer, 2000   | Socorro              | LINEAR        |
| 118517 -          | 2000 DM106             | 29 de febrer, 2000   | Socorro              | LINEAR        |
| 118518 -          | 2000 DO116             | 26 de febrer, 2000   | Catalina             | CSS           |
| 118519 -          | 2000 EY10              | 4 de març, 2000      | Socorro              | LINEAR        |
| 118520 -          | 2000 EU11              | 4 de març, 2000      | Socorro              | LINEAR        |
| 118521 -          | 2000 EO14              | 5 de març, 2000      | Višnjan Observatory  | K. Korlević   |
| 118522 -          | 2000 EA16              | 3 de març, 2000      | Kitt Peak            | Spacewatch    |
| 118523 -          | 2000 EW22              | 3 de març, 2000      | Kitt Peak            | Spacewatch    |
| 118524 -          | 2000 EE24              | 8 de març, 2000      | Kitt Peak            | Spacewatch    |
| 118525 -          | 2000 ED30              | 5 de març, 2000      | Socorro              | LINEAR        |
| 118526 -          | 2000 EP30              | 5 de març, 2000      | Socorro              | LINEAR        |
| 118527 -          | 2000 EY33              | 5 de març, 2000      | Socorro              | LINEAR        |
| 118528 -          | 2000 EY39              | 8 de març, 2000      | Socorro              | LINEAR        |
| 118529 -          | 2000 EQ41              | 8 de març, 2000      | Socorro              | LINEAR        |
| 118530 -          | 2000 EW48              | 9 de març, 2000      | Socorro              | LINEAR        |
| 118531 -          | 2000 EH60              | 10 de març, 2000     | Socorro              | LINEAR        |
| 118532 -          | 2000 EJ61              | 10 de març, 2000     | Socorro              | LINEAR        |
| 118533 -          | 2000 EB69              | 10 de març, 2000     | Socorro              | LINEAR        |
| 118534 -          | 2000 ES69              | 10 de març, 2000     | Socorro              | LINEAR        |
| 118535 -          | 2000 EE70              | 10 de març, 2000     | Socorro              | LINEAR        |
| 118536 -          | 2000 EJ79              | 5 de març, 2000      | Socorro              | LINEAR        |
| 118537 -          | 2000 EQ80              | 5 de març, 2000      | Socorro              | LINEAR        |
| 118538 -          | 2000 ER86              | 8 de març, 2000      | Socorro              | LINEAR        |
| 118539 -          | 2000 EE87              | 8 de març, 2000      | Socorro              | LINEAR        |
| 118540 -          | 2000 ES90              | 9 de març, 2000      | Socorro              | LINEAR        |
| 118541 -          | 2000 EC96              | 11 de març, 2000     | Socorro              | LINEAR        |
| 118542 -          | 2000 EL113             | 9 de març, 2000      | Kitt Peak            | Spacewatch    |
| 118543 -          | 2000 EX120             | 11 de març, 2000     | Anderson Mesa        | LONEOS        |
| 118544 -          | 2000 EG121             | 11 de març, 2000     | Anderson Mesa        | LONEOS        |
| 118545 -          | 2000 EC124             | 11 de març, 2000     | Socorro              | LINEAR        |
| 118546 -          | 2000 ET132             | 11 de març, 2000     | Socorro              | LINEAR        |
| 118547 -          | 2000 EJ133             | 11 de març, 2000     | Socorro              | LINEAR        |
| 118548 -          | 2000 EV139             | 12 de març, 2000     | Catalina             | CSS           |
| 118549 -          | 2000 EG155             | 9 de març, 2000      | Socorro              | LINEAR        |
| 118550 -          | 2000 EC156             | 9 de març, 2000      | Socorro              | LINEAR        |
| 118551 -          | 2000 EX157             | 12 de març, 2000     | Anderson Mesa        | LONEOS        |
| 118552 -          | 2000 EZ164             | 3 de març, 2000      | Socorro              | LINEAR        |
| 118553 -          | 2000 EB171             | 5 de març, 2000      | Socorro              | LINEAR        |
| 118554 Reedtimmer | 2000 EM175             | 2 de març, 2000      | Catalina             | CSS           |
| 118555 -          | 2000 FH4               | 27 de març, 2000     | Kitt Peak            | Spacewatch    |
| 118556 -          | 2000 FN17              | 29 de març, 2000     | Socorro              | LINEAR        |
| 118557 -          | 2000 FU28              | 27 de març, 2000     | Anderson Mesa        | LONEOS        |
| 118558 -          | 2000 FF30              | 27 de març, 2000     | Anderson Mesa        | LONEOS        |
| 118559 -          | 2000 FT37              | 29 de març, 2000     | Socorro              | LINEAR        |
| 118560 -          | 2000 FW44              | 29 de març, 2000     | Socorro              | LINEAR        |
| 118561 -          | 2000 FY44              | 29 de març, 2000     | Socorro              | LINEAR        |
| 118562 -          | 2000 FC47              | 29 de març, 2000     | Socorro              | LINEAR        |
| 118563 -          | 2000 FJ47              | 29 de març, 2000     | Socorro              | LINEAR        |
| 118564 -          | 2000 FO47              | 29 de març, 2000     | Socorro              | LINEAR        |
| 118565 -          | 2000 FZ54              | 30 de març, 2000     | Kitt Peak            | Spacewatch    |
| 118566 -          | 2000 FL58              | 27 de març, 2000     | Anderson Mesa        | LONEOS        |
| 118567 -          | 2000 FQ59              | 29 de març, 2000     | Socorro              | LINEAR        |
| 118568 -          | 2000 GD                | 1 d'abril, 2000      | Kitt Peak            | Spacewatch    |
| 118569 -          | 2000 GF1               | 3 d'abril, 2000      | Socorro              | LINEAR        |
| 118570 -          | 2000 GP1               | 4 d'abril, 2000      | Prescott             | P. G. Comba   |
| 118571 -          | 2000 GB5               | 3 d'abril, 2000      | Socorro              | LINEAR        |
| 118572 -          | 2000 GR12              | 5 d'abril, 2000      | Socorro              | LINEAR        |
| 118573 -          | 2000 GY12              | 5 d'abril, 2000      | Socorro              | LINEAR        |
| 118574 -          | 2000 GL18              | 5 d'abril, 2000      | Socorro              | LINEAR        |
| 118575 -          | 2000 GL23              | 5 d'abril, 2000      | Socorro              | LINEAR        |
| 118576 -          | 2000 GK27              | 5 d'abril, 2000      | Socorro              | LINEAR        |
| 118577 -          | 2000 GM31              | 5 d'abril, 2000      | Socorro              | LINEAR        |
| 118578 -          | 2000 GL40              | 5 d'abril, 2000      | Socorro              | LINEAR        |
| 118579 -          | 2000 GX44              | 5 d'abril, 2000      | Socorro              | LINEAR        |
| 118580 -          | 2000 GA46              | 5 d'abril, 2000      | Socorro              | LINEAR        |
| 118581 -          | 2000 GO50              | 5 d'abril, 2000      | Socorro              | LINEAR        |
| 118582 -          | 2000 GG52              | 5 d'abril, 2000      | Socorro              | LINEAR        |
| 118583 -          | 2000 GU54              | 5 d'abril, 2000      | Socorro              | LINEAR        |
| 118584 -          | 2000 GE58              | 5 d'abril, 2000      | Socorro              | LINEAR        |
| 118585 -          | 2000 GR60              | 5 d'abril, 2000      | Socorro              | LINEAR        |
| 118586 -          | 2000 GK65              | 5 d'abril, 2000      | Socorro              | LINEAR        |
| 118587 -          | 2000 GM68              | 5 d'abril, 2000      | Socorro              | LINEAR        |
| 118588 -          | 2000 GL69              | 5 d'abril, 2000      | Socorro              | LINEAR        |
| 118589 -          | 2000 GA71              | 5 d'abril, 2000      | Socorro              | LINEAR        |
| 118590 -          | 2000 GR72              | 5 d'abril, 2000      | Socorro              | LINEAR        |
| 118591 -          | 2000 GD76              | 5 d'abril, 2000      | Socorro              | LINEAR        |
| 118592 -          | 2000 GF76              | 5 d'abril, 2000      | Socorro              | LINEAR        |
| 118593 -          | 2000 GQ76              | 5 d'abril, 2000      | Socorro              | LINEAR        |
| 118594 -          | 2000 GZ89              | 4 d'abril, 2000      | Socorro              | LINEAR        |
| 118595 -          | 2000 GZ91              | 4 d'abril, 2000      | Socorro              | LINEAR        |
| 118596 -          | 2000 GD93              | 5 d'abril, 2000      | Socorro              | LINEAR        |
| 118597 -          | 2000 GE97              | 7 d'abril, 2000      | Socorro              | LINEAR        |
| 118598 -          | 2000 GK101             | 7 d'abril, 2000      | Socorro              | LINEAR        |
| 118599 -          | 2000 GZ103             | 7 d'abril, 2000      | Socorro              | LINEAR        |
| 118600 -          | 2000 GD106             | 7 d'abril, 2000      | Socorro              | LINEAR        |